# 5人の天使に囲まれる聖母子
『5人の天使に囲まれる聖母子』（ごにんのてんしにかこまれるせいぼし、仏: La Vierge et l'Enfant entourés de cinq anges、英: The Virgin and Child Surrounded by Five Angels）は、イタリア・初期ルネサンス絵画の巨匠サンドロ・ボッティチェッリが若い時期 (25歳ごろ) の1470年ごろ、ポプラ板上にテンペラで制作した絵画である。しかし、全体に補筆が著しいため、作品の判定はかなりむずかしい。かつては、ボッティチェッリの師フィリッポ・リッピの作品とされていた。聖母マリアとザクロを持つ幼子イエス・キリストをユリの枝を持つ天使たちの前に描いている。作品は1861年にフランス政府が購入したローマのジャンピエトロ・カンパーナ侯爵のコレクションにあったもので、1863年にパリのルーヴル美術館に収蔵された。現在、ルーヴル美術館ランス別館の「時のギャラリー」に展示されている。

## 作品
本作は、ボッティチェッリがフィリッポ・リッピの下での徒弟時代を終え、独立してから最初に制作した作品かもしれない。本作の構図はまだぎこちないが、ボッティチェッリ的な繊細なデッサンが随所にうかがわれる。
繊細であどけなさの残るマリアは「謙遜の聖母」の形式をとっており、幼子イエスを抱いて地面に置いたクッションの上に座る姿で表されている。彼女の表情はやや険しく、いくぶんか硬い雰囲気を生み出している。マリアの身体は正面を向いているが、視線は右のほうへ向けられている。右膝に抱いているわが子イエスの将来の「受難」を予見しているのかもしれない。彼女とイエスが手に持つザクロがその根拠になる。ザクロの実は、キリストが死によって贖おうとした「原罪」の象徴である。
背後の若々しい天使たちは、マリアの純潔を象徴するユリを持っているが、赤い服を着た左側手前の天使は王冠を持ち、天国の女王としてのマリアを示唆している。
赤外線とX線を用いた調査により、ボッティチェッリが構図を大幅に修正したことがわかった。とりわけ、マリアの足の位置とイエスの体勢が描きなおされている。